# گرگور گیلسپی
گرگور گیلسپی (انگلیسی: Gregor Gillespie؛ زادهٔ ۱۸ مارس ۱۹۸۷) ورزشکار هنرهای رزمی ترکیبی اهل ایالات متحده آمریکا است. وی از سال ۲۰۱۲ میلادی تاکنون مشغول فعالیت بوده‌است.